# Танкер за превоз нафте
Танкер за превоз нафте, такође познат као нафтни танкер је трговачки брод намењен за товарни превоз нафте. Постоје два основна типа нафтних танкера: танкер сирове нафте и танкер обрађене нафте. Танкери сирове нафте преносе велике количине нерафинисане нафте од места њеног вађења до рафинерије. Танкери обрађене нафте су генереално доста мањи, намењени за пренос производа нафте од рафинерије до тржишта њене употребе. 

## Класе нафтних танкера
Нафтни танкери се обично класификују према њиховој величини, као и према намени. Према величини могу се поделити од домаћих, приобалних од неколико хиљада метричких тона носивости (ДWТ) до огромних, екстремно великих танкера сирове нафте (УЛЦЦс) са 550.000 ДWТ. Танкери преносе приближно 2.000.000.000 метричких тона (2.2×109 слабих тона) нафте сваке године. ,. ... просечни трошкови превоза нафте путем нафтних танкера износе само два до три америчка цента по америчком галону (3.8л)
Произведени су и специјализовани типове нафтних танкера. Њихова величина се мери у тонама мртве тежине (дедвејт, DWT). Танкери за сирову нафту су мејвећим бродовима, са опсегом од 55,000 DWT за Panamax величину бродова до ултравеликих танкера (ULCC) са преко 440,000 DWT.. Један од њих је поморски нафтни танкер за пуњење, танкер који може да напуни нафтом брод у покрету. Комбинација рудних-товарних-нафтних носача и стално усидрена плутајућа складишта су друге две варијације стандардних нафтних танкера. За нафтне танкере се везује велики одређен број штетних и од велике важности нафтних изливања.

### Чишћење резервоара
Резервоари се морају чистити са времена на време из различитих разлога. Један од разлога је промена производа који се преноси танкером. Такође када резервоари треба да се прегледају или се спроводи одржавање резервоара, он мора бити не само очишћен, већ и ослобођен гасова. 
На већини танкера за сирову нафту, систем специјалног чишћење сирове нафте (ЦОW) је део процеса чишћења. ЦОW систем окреће део терета кроз фиксирани систем за чишћење резервоара како би се уклонио восак и асфалтне наслаге. Танкери који преносе мање вискозне товаре, перу се са водом. Фиксне и преносиве аутоматизовне машине за чишћење резервоара, које чисте резервоар помоћу млазева воде под јаким притиском имају широку примену. Неки системи користе ротирајуће млазеве воде под притиском како би врелом водом прскали по читавој унутрашњој површини резервоара. Док се прскање одвија, течност се испумпава из резревоара. 
Пошто се резервоар опере, под условом да се спрема за утовар, биће очишћен. Чишћење се извршава испумпавањем инертног гаса у резервоар док хидрокарбони не буду успешно уништени. Такође, резервоар је ослобођен гасова, што се постиже издувавањем свежег ваздуха у простор помоћу покретних вентилатора на ваздушни или водени погон. Специјално обучено особље прати атмосферу у резервоару , углавном користећи ручне гасне индикаторе који мере присуство хидрокарбона у процентима.

## Загађење
Нафтна изливања имају разараујћи ефекат на на околину. Сирова нафта садржи полицикличне ароматичне хидроцарбоне (ПАХс) које је веома често уклонити и трају годинама у виду наслагама и у морском подручју. Плодови мора који су константно изложени ПСХс могу се изложити проблемима у развоју, осетљивости на болести и абнормалним репродуктивним циклусима.